# 馬馬羅內克 (紐約州村)
馬馬羅內克（英語：Mamaroneck）是位於美國紐約州西徹斯特縣的村。

## 人口
根據2020年美國人口普查的數據，馬馬羅內克的面積為17.13平方千米，當中陸地面積為8.31平方千米，而水域面積為8.82平方千米。當地共有人口20151人，而人口密度為每平方千米1,176人。